# Ingvariella bispora
Ingvariella bispora är en lavart som först beskrevs av Bagl., och fick sitt nu gällande namn av Guderley & Lumbsch. Ingvariella bispora ingår i släktet Ingvariella och familjen Graphidaceae.   Inga underarter finns listade i Catalogue of Life.